# Аспрон
Áспрон (від грец. άσπρον — «біла») або а́спрон трахі́ (від грец. τραχύ — «нерегулярна», «увігнута») — назва декількох видів монет Візантійської імперії, які вперше були емітовані імператором Олексієм I Комніним в 1092 році та перебували в обігу до кінця XIII ст.
Пізніше у самій Візантії аспроном у розмовній мові називали дрібну срібну візантійську монету напівставратон (або дукатопулон), що з'явився наприкінці XIV століття.
В XIV—XV століттях термін аспр/аспра, що утворився від аспрона, використовувався як загальна назва для срібних монет держав, що постали на колишніх територіях Візантії, зокрема для монет Трапезундської імперії (1204—1461), монет госпітальєрів (ордена Святого Іоанна) на острові Родос та монет Чорноморських генуезьких колоній (XIV—XV століття). Аспрою також називали акче — дрібну срібну монету Османської імперії та згодом Кримського ханства, вперше викарбовану на початку XIV століття.

## Історія

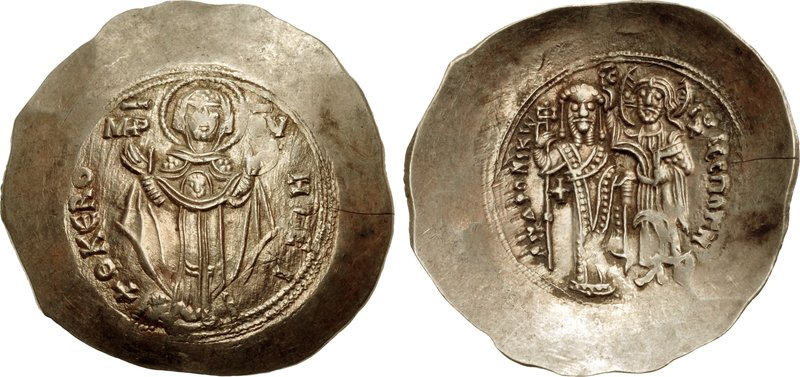
Аспрон трахі Андроніка I Комніна (1183—1185) (електрум, 30 мм, 4.59г, 6h)

Імператор Олексій I Комнін (1081—1118) з нової династії Комнінів запровадив в 1092 році монетну реформу, в результаті якої замість золотих солідів (гістаменонів) і срібних меларісіонів з'явились нові монети з характерним «увігнутим» профілем (скифати) — золоті гіперпірони та аспрони з електрума та білона.

Аспрони карбувалась на тонкому увігнутому металевому диску з широким «вільним» краєм поза нанесеним зображенням. До монет додавався термін трахі (від грец τpάχυς — нерівний, не гладкий) що позначав увігнуто-опуклу, чашоподібну форму монет. Аспронами називались відразу два типи монет з вагою біля 4,5 г, впроваджених Олексієм Комніним — з електруму (тобто білого золота, звідки походить назва монети) та зі срібного сплаву (а пізніше навіть із посрібленої міді):

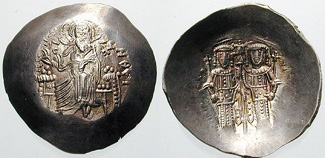
Аспрон трахі Олексія ІІІ Ангела (1195—1203) (електрум, 4.97 гр.)

- Аспрон з електрума (сплава золота і срібла) мав вартість у 1/3 золотого гіперпірона, при діаметрі 23 мм і вазі в 4.25 г.
- Аспрон з білону (сплава срібла та міді) мав вартість 1/48 золотого гіперпірона (щоб відрізнити цей номінал, його також називали стаменон — «хрестовий»). У XII столітті монета стала карбуватись з посрібленої міді і її вартість знизилась до 1/184 гіперпірона.

Обидві монети карбувалися до часів імператора Олексія III Ангела (1195—1203). Після захоплення Константинополя хрестоносцями в 1204 році, карбування аспронів відновив в Нікейській імперії Феодор I Ласкаріс (1206—1222) під назвою трахі (вигнута).
Остаточно припинив карбувати аспрон імператор відновленої Візантійської імперії Михаїл VIII Палеолог (1261—1282). На початку 1300-х років імператор Андронік II, для оплати послуг арагонських найманців з Каталонської компанії, почав карбувати нову срібну монету базилікон, що копіювала венеційський срібний дукат.

## Вплив

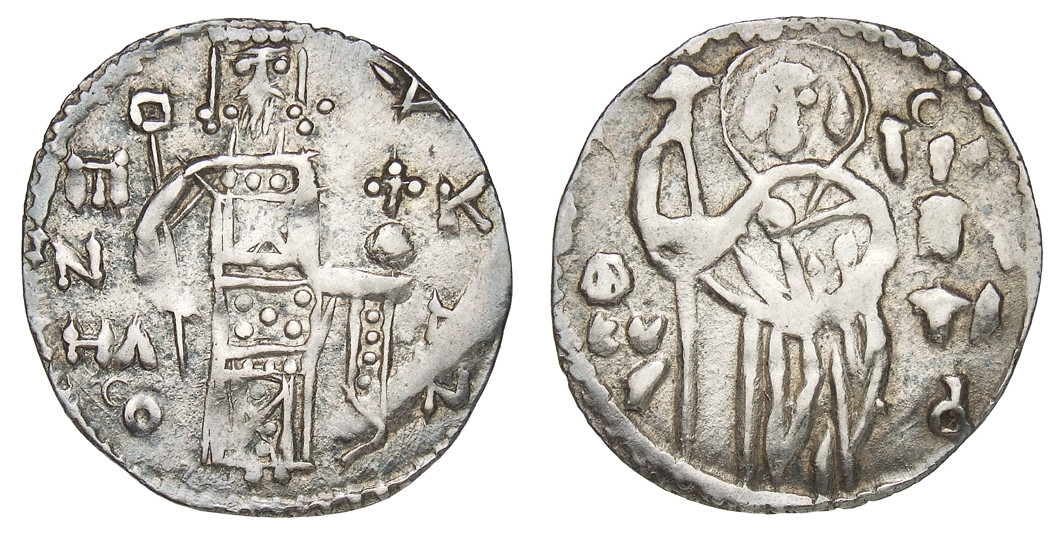
Трапезундський аспр Мануїла Комніна (1238—1263)

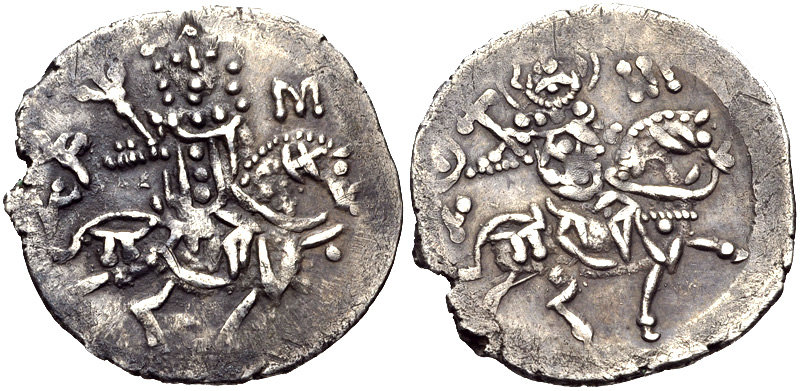
Трапезундський аспр Олексія II (1297—1330). 21 мм, 1.76 г.

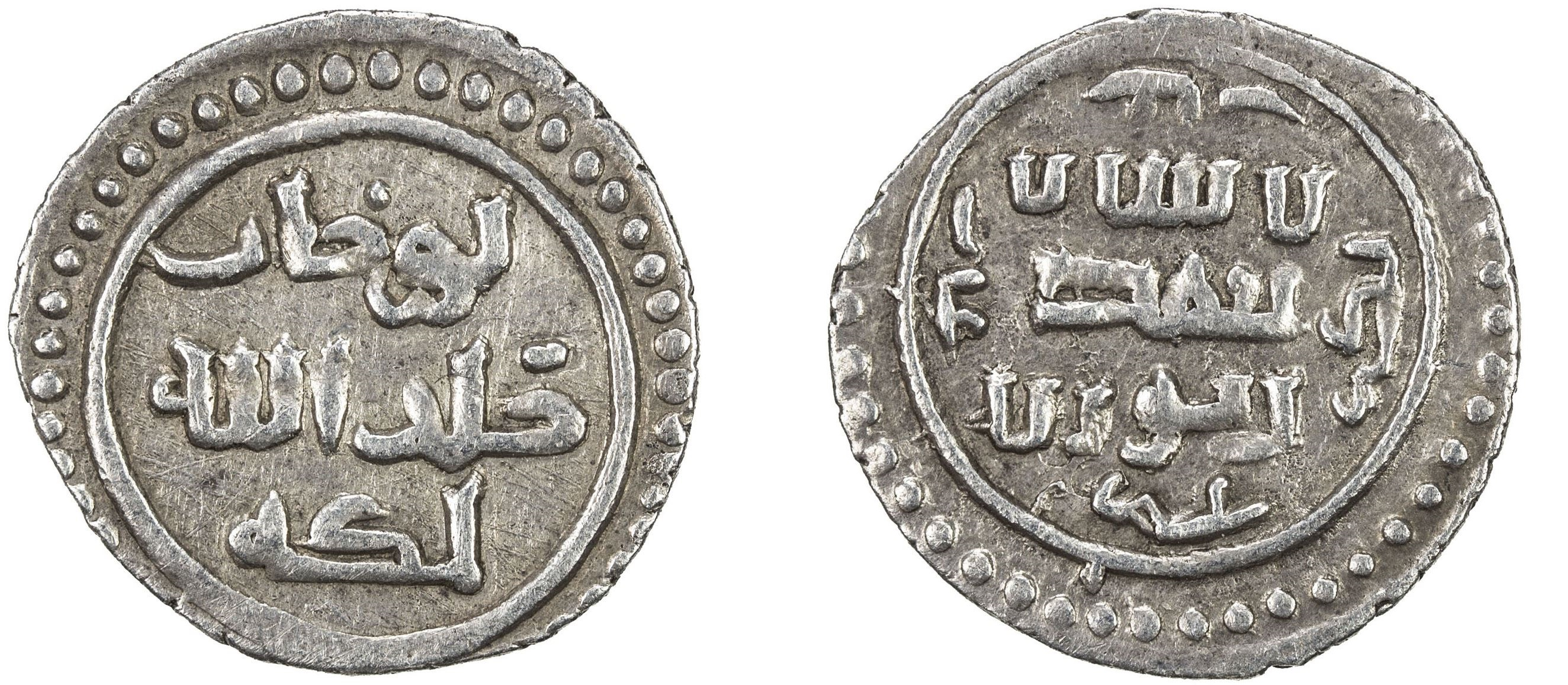
Перші акче, викарбовані султаном Орханом I (між 1324 та 1360 рр), 1,15 г.

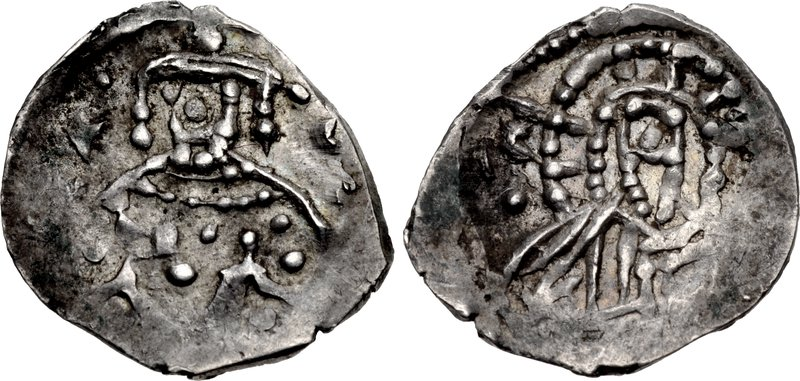
Дукатопулон (1/8 ставратона) Костянтина XI Палеолога (1448—1453 рр.) 13мм 0.63 г., Константинополь

В XIV—XV століттях термін аспрон або аспр/аспра, використовувався як загальна назва для дрібних срібних монет різних держав, що існували на території Візантії, хоча самі ці монети вже не мали характерного для візантійського аспрона «чашкоподібного» профіля.
У самій Візантії аспроном у розмовній мові називали дрібні срібну візантійську монету дукатопулон (1/8 ставратона), що з'явилась в 1367 році і карбувалась до падіння імперії. Ця назва також використовувалась для срібних монет Трапезундської імперії (1204—1461), монет лицарів-госпітальєрів (орден Святого Іоанна) на острові Родос в XV—XVI століттях та монет Чорноморських генуезьких колоній в XIV—XV століттях. У облікових книгах XV століття венеційського купця-банкіра Джакомо Бадоера перелічено кілька міст і губернаторств, які карбували аспри, зокрема Трапезунд, Кафа, Самсун, Тана та Родос.
У 1328—29 роках османський султан Орхан I почав карбувати монети вагою 1,2 г зі срібла 900-ї проби, які під впливом візантійських монет назвав акче (тур. akçe — білий) і які в деяких європейських джерелах також називались аспрон або аспра. В Османські імперії та у Кримському ханстві акче карбувались з XIV по XVIII ст. Згадка про османський аспр зустрічається у писемних джерелах західно-українських земель XVI—XVII століття.